# なまけもの白血球症候群
なまけもの白血球症候群 (なまけものはっけっきゅうしょうこうぐん　英：Lazy leukocyte syndrome）とは血液（末梢血)中の好中球数の減少と白血球の遊走能の低下を生じる疾患群である。好中球以外の白血球および骨髄中の好中球の数･形態には異常は見られない。

## 発見・疫学
1971年に、Millerらが4歳と2歳の患者で一過性に発症した例を報告したのが最初の報告である。その後、白人・黒人や日本人、また男女とも、さらに成人の症例も報告されているが、1985年以降は新たな症例は報告されていない。家族性の症例の報告もある。

## 病態
Millerらが診た症例では発熱や炎症を伴う好中球減少症で、末梢血中の好中球数は135-170個/μlと基準値下限の1/10程度の数しかなかった。しかし、骨髄中では骨髄系前駆細胞数と好中球数は正常、好中球の形態にも異常は見られなかった。末梢血中の白血球総数は4250-4500個程度で好中球以外の白血球には特別な変化は見られない。白血球機能検査では遊走能に異常があり走化能と随意運動の両方または片方が低下していた。
この疾患の所見で各症例の共通点は、血液検査では高度な好中球減少症を伴うが、骨髄検査では細胞カウントおよび形態観察では異常は見られず、しかし白血球機能検査では好中球の遊走能が障害されていることである。
つまり、骨髄では見た目では正常な好中球が十分な数量作られているが、動かない・動けない好中球であるため、骨髄から血管内へ移動することができず、末梢血中の好中球は激減している。好中球が減少しているため、細菌感染症を合併しやすい。
好中球の貪食能と殺菌能は正常だが（つまり細菌に接することができれば細菌を殺せる。ただし、動かない・動けない好中球は細菌のいる場所までたどり着けない。）、殺菌能の欠如を伴う症例も報告されている。

## 診断・鑑別
末梢血の高度な好中球減少症と、骨髄での異常は見られないことが特徴であるが、好中球減少に周期性はなく、遊走能の異常が見られることで、周期性好中球減少症や慢性良性好中球減少症と鑑別される。

## 原因
健康人の正常な好中球をビンブラスチンで処理すると、なまけもの白血球症候群の好中球と類似した状態になることがある。そのため、好中球細胞膜の膜微小線維の異常の可能性が指摘されている。

## 治療
合併症である感染症対策で抗生剤を投与するが、感染症は軽いことが多い。

## 類似疾患
白血球粘着不全症は白血球の粘着能に異常があり、粘着能ばかりでなく遊走能も欠ける。ただし、骨髄では異常は見られない。白血球粘着不全症は常染色体異常で世界で30家系（50症例）、そのうち日本では4家系（6症例）が確認されるのみの非常に稀な疾患である。